# Colonia Nueva Era
Colonia Nueva Era es una localidad del estado mexicano de Baja California. Es parte del municipio de San Quintín.

## Demografía
| Gráfica de evolución demográfica |
|                                  |

| Censo | Población |
| ----- | --------- |
| 1990  | 436       |
| 2000  | 2 549     |
| 2010  | 3 256     |
| 2020  | 3 675     |